# Alfonso Maria Massari
Pour les articles homonymes, voir Massari.
Alfonso Maria Massari, né le 23 mai 1854 à Naples et mort le 10 décembre 1950 à Rome, est un explorateur italien.

## Biographie
Entré à l'Accademia Navale di Livorno à l'âge de 15 ans, sous-lieutenant dans la Marine (1874), il effectue une circumnavigation sur la corvette Vettor Pisani jusqu'en 1877.
En 1879, il accompagne Pellegrino Matteucci (en) dans une expédition transafricaine pédestre. Parti d'Alexandrie le 9 février 1880, il gagne le Darfour puis le golfe de Guinée (2 juillet 1881) et, après la mort de Matteucci, voyage sur la Likouala, un affluent du Congo. Il dresse une carte de la région et reconnait en 1885 un autre affluent, le Koango.
Il devient par la suite diplomate et officie au Japon et aux États-Unis.
Il est mentionné par Jules Verne dans le premier chapitre de son roman Le Village aérien.